# Национален отбор по футбол на Танзания
Националният отбор по футбол на Танзания представлява страната в международните футболни срещи. Контролира се от Танзанийската футболна федерация. Отборът няма участия на световни първенства, а на местно ниво – в Купата на африканските нации само едно през 1980 г., когато записва загуби от Нигерия и Египет и равенство с Кот д'Ивоар и отпада още в груповата фаза. Най-големите успехи на Танзания са свързани с КЕКАФА Къп, най-старият международен турнир в Африка, в който взимат участие държави от Централна и Източна Африка. Танзания печели турнира през 1974, 1994 и 2010 г. и финишира на второ място през 1973, 1980, 1981, 1992 и 2002 г.
Остров Занзибар, който е част от Танзания, също има национален отбор, но не е член на ФИФА и не може да участва в организирани от нея турнири.

## Световни първенства
| Година | Резултат      | Класиране | М | П | Р | З | ВГ | ДГ |
| ------ | ------------- | --------- | - | - | - | - | -- | -- |
| 1930   | не участва    | -         | - | - | - | - | -  | -  |
| 1934   | не участва    | -         | - | - | - | - | -  | -  |
| 1938   | не участва    | -         | - | - | - | - | -  | -  |
| 1950   | не участва    | -         | - | - | - | - | -  | -  |
| 1954   | не участва    | -         | - | - | - | - | -  | -  |
| 1958   | не участва    | -         | - | - | - | - | -  | -  |
| 1962   | не участва    | -         | - | - | - | - | -  | -  |
| 1966   | не участва    | -         | - | - | - | - | -  | -  |
| 1970   | не участва    | -         | - | - | - | - | -  | -  |
| 1974   | не се класира | -         | - | - | - | - | -  | -  |
| 1978   | отказва се    | -         | - | - | - | - | -  | -  |
| 1982   | не се класира | -         | - | - | - | - | -  | -  |
| 1986   | не се класира | -         | - | - | - | - | -  | -  |
| 1990   | не участва    | -         | - | - | - | - | -  | -  |
| 1994   | отказва се    | -         | - | - | - | - | -  | -  |
| 1998   | не се класира | -         | - | - | - | - | -  | -  |
| 2002   | не се класира | -         | - | - | - | - | -  | -  |
| 2006   | не се класира | -         | - | - | - | - | -  | -  |
| 2010   | не се класира | -         | - | - | - | - | -  | -  |
| 2014   | не се класира | -         | - | - | - | - | -  | -  |
| 2018   | не се класира | -         | - | - | - | - | -  | -  |
| 2022   | не се класира | -         | - | - | - | - | -  | -  |
| 2026   | –––           | -         | - | - | - | - | -  | -  |
| Общо   | -             | -         | - | - | - | - | -  | -  |

### Купа на африканските нации
| Година | Резултат                              | Класиране                             | М                                     | П                                     | Р                                     | З                                     | ВГ                                    | ДГ                                    |
| ------ | ------------------------------------- | ------------------------------------- | ------------------------------------- | ------------------------------------- | ------------------------------------- | ------------------------------------- | ------------------------------------- | ------------------------------------- |
| 1957   | Не е член на КАФ                      | Не е член на КАФ                      | Не е член на КАФ                      | Не е член на КАФ                      | Не е член на КАФ                      | Не е член на КАФ                      | Не е член на КАФ                      | Не е член на КАФ                      |
| 1959   | Не е член на КАФ                      | Не е член на КАФ                      | Не е член на КАФ                      | Не е член на КАФ                      | Не е член на КАФ                      | Не е член на КАФ                      | Не е член на КАФ                      | Не е член на КАФ                      |
| 1962   | Не е член на КАФ                      | Не е член на КАФ                      | Не е член на КАФ                      | Не е член на КАФ                      | Не е член на КАФ                      | Не е член на КАФ                      | Не е член на КАФ                      | Не е член на КАФ                      |
| 1963   | Не е член на КАФ                      | Не е член на КАФ                      | Не е член на КАФ                      | Не е член на КАФ                      | Не е член на КАФ                      | Не е член на КАФ                      | Не е член на КАФ                      | Не е член на КАФ                      |
| 1965   | Не е член на КАФ                      | Не е член на КАФ                      | Не е член на КАФ                      | Не е член на КАФ                      | Не е член на КАФ                      | Не е член на КАФ                      | Не е член на КАФ                      | Не е член на КАФ                      |
| 1968   | Отказва се по време на квалификациите | Отказва се по време на квалификациите | Отказва се по време на квалификациите | Отказва се по време на квалификациите | Отказва се по време на квалификациите | Отказва се по време на квалификациите | Отказва се по време на квалификациите | Отказва се по време на квалификациите |
| 1970   | Не се класира                         | Не се класира                         | Не се класира                         | Не се класира                         | Не се класира                         | Не се класира                         | Не се класира                         | Не се класира                         |
| 1972   | Не се класира                         | Не се класира                         | Не се класира                         | Не се класира                         | Не се класира                         | Не се класира                         | Не се класира                         | Не се класира                         |
| 1974   | Не се класира                         | Не се класира                         | Не се класира                         | Не се класира                         | Не се класира                         | Не се класира                         | Не се класира                         | Не се класира                         |
| 1976   | Не се класира                         | Не се класира                         | Не се класира                         | Не се класира                         | Не се класира                         | Не се класира                         | Не се класира                         | Не се класира                         |
| 1978   | Не се класира                         | Не се класира                         | Не се класира                         | Не се класира                         | Не се класира                         | Не се класира                         | Не се класира                         | Не се класира                         |
| 1980   | Групова фаза                          | 7                                     | 3                                     | 0                                     | 1                                     | 2                                     | 3                                     | 6                                     |
| 1982   | Отказва се                            | Отказва се                            | Отказва се                            | Отказва се                            | Отказва се                            | Отказва се                            | Отказва се                            | Отказва се                            |
| 1984   | Не се класира                         | Не се класира                         | Не се класира                         | Не се класира                         | Не се класира                         | Не се класира                         | Не се класира                         | Не се класира                         |
| 1986   | Отказва се по време на квалификациите | Отказва се по време на квалификациите | Отказва се по време на квалификациите | Отказва се по време на квалификациите | Отказва се по време на квалификациите | Отказва се по време на квалификациите | Отказва се по време на квалификациите | Отказва се по време на квалификациите |
| 1988   | Не се класира                         | Не се класира                         | Не се класира                         | Не се класира                         | Не се класира                         | Не се класира                         | Не се класира                         | Не се класира                         |
| 1990   | Не се класира                         | Не се класира                         | Не се класира                         | Не се класира                         | Не се класира                         | Не се класира                         | Не се класира                         | Не се класира                         |
| 1992   | Не се класира                         | Не се класира                         | Не се класира                         | Не се класира                         | Не се класира                         | Не се класира                         | Не се класира                         | Не се класира                         |
| 1994   | Отказва се по време на квалификациите | Отказва се по време на квалификациите | Отказва се по време на квалификациите | Отказва се по време на квалификациите | Отказва се по време на квалификациите | Отказва се по време на квалификациите | Отказва се по време на квалификациите | Отказва се по време на квалификациите |
| 1996   | Не се класира                         | Не се класира                         | Не се класира                         | Не се класира                         | Не се класира                         | Не се класира                         | Не се класира                         | Не се класира                         |
| 1998   | Не се класира                         | Не се класира                         | Не се класира                         | Не се класира                         | Не се класира                         | Не се класира                         | Не се класира                         | Не се класира                         |
| 2000   | Не се класира                         | Не се класира                         | Не се класира                         | Не се класира                         | Не се класира                         | Не се класира                         | Не се класира                         | Не се класира                         |
| 2002   | Не се класира                         | Не се класира                         | Не се класира                         | Не се класира                         | Не се класира                         | Не се класира                         | Не се класира                         | Не се класира                         |
| 2004   | Отказва се по време на квалификациите | Отказва се по време на квалификациите | Отказва се по време на квалификациите | Отказва се по време на квалификациите | Отказва се по време на квалификациите | Отказва се по време на квалификациите | Отказва се по време на квалификациите | Отказва се по време на квалификациите |
| 2006   | Не се класира                         | Не се класира                         | Не се класира                         | Не се класира                         | Не се класира                         | Не се класира                         | Не се класира                         | Не се класира                         |
| 2008   | Не се класира                         | Не се класира                         | Не се класира                         | Не се класира                         | Не се класира                         | Не се класира                         | Не се класира                         | Не се класира                         |
| 2010   | Не се класира                         | Не се класира                         | Не се класира                         | Не се класира                         | Не се класира                         | Не се класира                         | Не се класира                         | Не се класира                         |
| 2012   | Не се класира                         | Не се класира                         | Не се класира                         | Не се класира                         | Не се класира                         | Не се класира                         | Не се класира                         | Не се класира                         |
| 2013   | Не се класира                         | Не се класира                         | Не се класира                         | Не се класира                         | Не се класира                         | Не се класира                         | Не се класира                         | Не се класира                         |
| 2015   | Не се класира                         | Не се класира                         | Не се класира                         | Не се класира                         | Не се класира                         | Не се класира                         | Не се класира                         | Не се класира                         |
| 2017   | Не се класира                         | Не се класира                         | Не се класира                         | Не се класира                         | Не се класира                         | Не се класира                         | Не се класира                         | Не се класира                         |
| 2019   | Групова фаза                          | 24                                    | 3                                     | 0                                     | 0                                     | 3                                     | 2                                     | 8                                     |
| 2021   | Не се класира                         | Не се класира                         | Не се класира                         | Не се класира                         | Не се класира                         | Не се класира                         | Не се класира                         | Не се класира                         |
| 2023   | предстои                              |                                       |                                       |                                       |                                       |                                       |                                       |                                       |
| Общо   | 2                                     | -                                     | 6                                     | 0                                     | 1                                     | 5                                     | 5                                     | 14                                    |